# Anaprof Temporada 2002
La Temporada 2002 de la Anaprof empezó el 17 de marzo de 2002 con el Torneo Apertura 2002 y finalizó el 24 de noviembre de 2002 con el Torneo Clausura 2002. El campeón del Apertura fue Deportivo Árabe Unido y el campeón de Clausura fue CD Plaza Amador.
El 30 de noviembre de 2002, se jugó el partido del Gran campeón 2002 o campeón único por año, en donde se coronó campeón el Club Deportivo Plaza Amador.

## Equipos de la Temporada 2002
| Equipo                 | Ciudad                 | Estadio                         |
| ---------------------- | ---------------------- | ------------------------------- |
| Alianza FC             | Ciudad de Panamá       | Estadio Camping Resort          |
| Atlético Veranguense   | Santiago               | Estadio Omar Torrijos           |
| CD Árabe Unido         | Colón                  | Estadio Mariano Bula            |
| CD Plaza Amador        | Ciudad de Panamá       | Estadio Municipal de Balboa     |
| Chorrillo FC           | Ciudad de Panamá       | Estadio Municipal de Balboa     |
| San Francisco FC       | La Chorrera            | Estadio Agustín Muquita Sánchez |
| Sporting San Miguelito | Sporting San Miguelito | Estadio Municipal de Ciruelito  |
| Tauro FC               | Ciudad de Panamá       | Estadio Rommel Fernández        |

## Estadísticas del Apertura 2002

### Grupo A
| Lugar | Equipo         | Juegos | Ganados | Empates | Perdidos | Goles A favor | Goles en contra | +/- | Puntos |
| ----- | -------------- | ------ | ------- | ------- | -------- | ------------- | --------------- | --- | ------ |
| 1.    | CD Árabe Unido | 10     | 5       | 4       | 1        | 16            | 11              | +15 | 19     |
| 2.    | Tauro FC       | 10     | 5       | 4       | 2        | 18            | 10              | +8  | 18     |
| 3.    | Alianza FC     | 10     | 4       | 3       | 3        | 13            | 14              | -1  | 15     |
| 4.    | Chorrillo FC   | 10     | 4       | 2       | 4        | 16            | 16              | 0   | 14     |

- (Los equipos en verde señalan los clasificados a semifinales.)

### Grupo B
| Lugar | Equipo                 | Juegos | Ganados | Empates | Perdidos | Goles A favor | Goles en contra | +/- | Puntos |
| ----- | ---------------------- | ------ | ------- | ------- | -------- | ------------- | --------------- | --- | ------ |
| 1.    | San Francisco FC       | 10     | 5       | 3       | 2        | 14            | 10              | +4  | 16     |
| 2.    | Sporting San Miguelito | 10     | 4       | 2       | 4        | 12            | 14              | -2  | 14     |
| 3.    | CD Plaza Amador        | 10     | 2       | 3       | 5        | 7             | 9               | -2  | 9      |
| 4.    | Atlético Veranguense   | 10     | 0       | 2       | 8        | 10            | 22              | -12 | 2      |

- (Los equipos en verde señalan los clasificados a semifinales.)

#### Ronda Final
|  | Semifinales            | Semifinales            | Semifinales      |                  |                | Final          | Final | Final |  |
|  |                        |                        |                  |                  |                |                |       |       |  |
|  |                        |                        |                  |                  |                |                |       |       |  |
|  | CD Árabe Unido         | CD Árabe Unido         | 3                |                  |                |                |       |       |  |
|  | CD Árabe Unido         | CD Árabe Unido         | 3                |                  |                |                |       |       |  |
|  | Sporting San Miguelito | Sporting San Miguelito | 3                |                  |                |                |       |       |  |
|  | Sporting San Miguelito | Sporting San Miguelito | 3                |                  | CD Árabe Unido | CD Árabe Unido | 2     |       |  |
|  |                        |                        |                  |                  | CD Árabe Unido | CD Árabe Unido | 2     |       |  |
|  |                        |                        | San Francisco FC | San Francisco FC | 0              |                |       |       |  |
|  | San Francisco FC       | San Francisco FC       | San Francisco FC | San Francisco FC | 0              | 2              |       |       |  |
|  | San Francisco FC       | San Francisco FC       |                  |                  |                | 2              |       |       |  |
|  | Tauro FC               | Tauro FC               | 2                |                  |                |                |       |       |  |
|  | Tauro FC               | Tauro FC               | 2                |                  |                |                |       |       |  |
|  |                        |                        |                  |                  |                |                |       |       |  |

| Campeón del Apertura 2002: |
| -------------------------- |
| CD Árabe Unido 5.º Título  |

## Juego de Estrellas 2002
|  | Nacionales | 3:4 | Extranjeros |  |  |

## Estadísticas del Clausura 2002
| Lugar | Equipo               | Juegos | Ganados | Empates | Perdidos | Goles A favor | Goles en contra | +/- | Puntos |
| ----- | -------------------- | ------ | ------- | ------- | -------- | ------------- | --------------- | --- | ------ |
| 1.    | Tauro FC             | 14     | 7       | 6       | 1        | 22            | 14              | +8  | 27     |
| 2.    | CD Plaza Amador      | 14     | 6       | 6       | 2        | 26            | 15              | +11 | 24     |
| 3.    | Chorrillo FC         | 14     | 6       | 5       | 3        | 21            | 14              | +7  | 23     |
| 4.    | CD Árabe Unido       | 14     | 5       | 7       | 2        | 18            | 13              | +5  | 22     |
| 5.    | San Francisco FC     | 14     | 5       | 3       | 6        | 19            | 18              | +1  | 18     |
| 6.    | Sporting Coclé       | 14     | 3       | 4       | 7        | 13            | 22              | -9  | 13     |
| 7.    | Alianza FC           | 14     | 2       | 6       | 6        | 18            | 29              | -11 | 12     |
| 8.    | Atlético Veranguense | 14     | 1       | 5       | 8        | 11            | 23              | –12 | 8      |

- (Los equipos en verde señalan los clasificados a semifinales.)

### Cuadrangular semifinal
| Lugar | Equipo          | Juegos | Ganados | Empates | Perdidos | Goles A favor | Goles en contra | +/- | Puntos |
| ----- | --------------- | ------ | ------- | ------- | -------- | ------------- | --------------- | --- | ------ |
| 1.    | Tauro FC        | 6      | 4       | 0       | 2        | 12            | 10              | +2  | 12     |
| 2.    | CD Plaza Amador | 6      | 3       | 1       | 2        | 10            | 0               | +1  | 10     |
| 3.    | Chorrillo FC    | 6      | 3       | 0       | 3        | 11            | 9               | +3  | 9      |
| 4.    | CD Árabe Unido  | 6      | 1       | 1       | 4        | 8             | 14              | +6  | 4      |

- (Los equipos en verde señalan los clasificados a la final.)

#### Final de Ida
| 20 de noviembre de 2002 | Plaza Amador                              | 2:1 | Tauro FC        | Estadio Municipal de Balboa, Ciudad de Panamá, Panamá |  |
|                         | Alejandro Dawson 18' · José Justavino 19' |     | Luis Tejada 76' |                                                       |  |

#### Final de Vuelta
| 24 de noviembre de 2002 | Tauro FC             | 1:0 | CD Plaza Amador | Campo de Deportes Giancarlo Gronchi, Ciudad de Panamá, Panamá |  |
|                         | Ricardo Phillips 24' |     |                 |                                                               |  |

| Tanda de penaltis |  |     |  |                  |
| Anel Canales      |  | 1:1 |  | Victor Suarez    |
| Ricardo Phillips  |  | 1:2 |  | José Rodríguez   |
| Eric Martinez     |  | 1:3 |  | Javier Castro    |
|                   |  | 1:4 |  | Alejandro Dawson |

| ANAPROF Clausura 2002:     |
| -------------------------- |
| CD Plaza Amador 4.º Título |

## Gran Final de campeón Único por Año

### Equipos participantes
| Equipo          | Campaña                       |
| --------------- | ----------------------------- |
| CD Árabe Unido  | Anaprof Apertura 2002 Campeón |
| CD Plaza Amador | Anaprof Clausura 2002 Campeón |

### Partido
| 30 de noviembre de 2002 | CD Plaza Amador                  | 2:0 | Deportivo Árabe Unido | Estadio Agustín Muquita Sánchez, Ciudad de Panamá |  |
|                         | José Justavino · Gustavo Favalli |     |                       |                                                   |  |

| Campeón de la Gran Final 2009:   |
| -------------------------------- |
| CD Plaza Amador 1.er Gran Título |